# 株洲駅
株洲駅（しゅしゅうえき）は中華人民共和国湖南省株洲市人民南路に位置する中国国鉄広州鉄路集団長沙鉄路総公司直属の駅である。南北と東西の大幹線が交差する中国南部の鉄道の要衝であり、株洲市では北鄭（州）、南株（洲）の別名がある。

## 所属路線
- 中国国鉄
  - 京広線：北京駅より1645km、北京西駅より1639km、広州駅まで655km
  - 滬昆線：上海南駅より958km、昆明駅終点まで1535km
    - 元浙贛線：杭州駅より952km、杭州東駅より919km、本駅が終点
    - 元湘黔線：本駅が起点、貴陽駅終点まで905km

## 駅構造
- 単式ホーム1面、島式ホーム3面の地上駅である。構内の線路は11本ある。北側に大規模な操車場（株洲北）を有する。

## 利用状況
株洲駅は中国中南地区での旅客扱い量が多い駅の一つである。各種別を含め毎日230本余りの旅客列車が発着する。主要なのは広州駅発着列車と、滬昆線の列車である。年間の発着旅客量は480万人に達する。

## 歴史
- 1910年4月13日 - 開業した。
- 解放後 - 浙贛線と粤漢線の駅を併せて一つの駅とした[1]。
- 1958年6月16日～1960年 - 株洲駅をターミナル（鉄路枢軸）として整備した[1]。
- 1964年7月10日 - 操車場が株洲北駅として設立された[1]。
- 1970年代末 - 改築拡張工事を開始した[2]。
- 1981年1月15日 - 新駅舎が完成して使用開始した。当時の中国南部で広州駅、長沙駅に次ぐ大きな駅となった[2]。
- 1992年- 改築拡張工事を開始し、1年後に完成した[2]。
- 1994年1月17日 - 南環状線が完成した[1]。
- 1995年11月20日 - 本駅と周辺の鉄路枢軸地区の拡張改造を開始した[1]。
- 2004年4月8日 - 駅北側の京広線本線を線形改良して通過速度を向上させた[1]。

## 隣の駅
中国国鉄
京広線
白馬壠駅 - 株洲北駅（編組站） - 田心駅 - 株洲駅 - 七斗沖駅
滬昆線
五里墩駅 - 株洲駅 - 田心駅 - 株洲北駅 - 清水塘駅